# Montese
Montese – miejscowość i gmina we Włoszech, w regionie Emilia-Romania, w prowincji Modena.
Według danych na rok 2004 gminę zamieszkiwały 3172 osoby, 39,6 os./km².